# Star Trek: Voyager
A Star Trek: Voyager amerikai sci-fi, a Star Trek univerzum negyedik televíziós sorozata, melynek alkotói Rick Berman, Michael Piller és Jeri Taylor voltak. A sorozat hét évadot élt meg 1995-től 2001-ig, és különlegessége, hogy az egyetlen olyan Star Trek-sorozat, melyben a hajónak női kapitánya volt, Kathryn Janeway személyében. A filmsorozat a USS Voyager föderációs csillaghajó történetéről szól, amely egy idegen lény közbeavatkozása után, a galaxis másik szegletébe, 70 000 fényévre kerül a Földtől. A történet elején a föderációs legénységhez csapódik egy maquis hajó személyzete is. A néző hét éven át követheti a legénység életét, melynek legfőbb célja a hazajutás.
A sorozatot, hét éves eredeti sugárzása alatt 78 különböző díjra jelölték, melyből csak az Emmy-díj jelölések 35-öt tesznek ki.

## Cselekmény
A Voyager alapszituációja: 2371-ben a Csillagflotta megbízza a szárazdokkból frissen kifutott Voyager csillaghajót azzal, hogy kerítse kézre a maquis terrorista csoport egyik hajóját és annak legénységét, amelyet utoljára a Vadvidék elnevezésű, csillagközi anomáliákkal teli területen észleltek. Ezen a területen a Gondviselő nevű, nagyhatalmú idegen lény, a galaxis túlsó végéből elragadja a Voyagert, mely így a Delta kvadránsba kerül. A csillaghajó az incidens közvetlen következményeképpen súlyos károkat szenved. Ezen felül életét veszti az első tiszt, a kormányos, a főgépész és a teljes egészségügyi szervezet is.
Mint kiderül, a Gondviselő haldoklik, viszont nem akarja magára hagyni a rábízott bolygó népét, az ocampákat, akik még nem elég felkészültek a planéta elhagyására vagy az agresszív kazonok elleni védekezésre. A Voyager feladata, hogy átsegítse az ocampákat a Gondviselő elvesztésén, illetve hogy elpusztítsa a Gondviselő otthonaként szolgáló űrállomást, amit az ocampák ellen lehetne fordítani. Ezzel ugyan elvágják az azonnali hazafelé vezető utat, ám Janeway kapitány fontosabbnak ítéli egy nép létbiztonságát a saját érdeküknél. Még az incidens során a legénységhez verődik a talaxiai Neelix és barátnője, az ocampa Kes. Előbbi a Voyager szakácsa és „hangulatfelelőse”, utóbbi pedig a Doktor asszisztense lesz. 
Az üldözött maquis legénység is a Voyager fedélzetére kerül, miután a kazonokkal való harcokban az ő hajójuk megsemmisül.
Chakotay, a maquis-k kapitánya, a Voyager első tisztje (parancsnoka), B’Elanna Torres (egy félig ember, félig klingon) annak főgépésze lesz. Tuvok (vulkáni), aki a Föderáció kémje volt a maquis soraiban, a Voyager biztonsági főnöki posztját tölti be. Tom Paris, aki eddig csak megfigyelő volt a hajón, ideiglenesen hadnagyi rangot kap, és a főkormányosi széket foglalja el, az orvosi főtiszt helyébe pedig a Orvosi Segédhologram (OSH) lép.
Így kezdődik a Voyager hosszú, kalandokkal szegélyezett útja az Alfa Kvadráns irányába, amelyet a hajó legnagyobb sebességével is csak 75 év alatt érhetnek el. Janeway abban reménykedik, hogy megtalálják a Gondviselő társát, aki segíthetne nekik hazajuttatni.
A későbbiekben a legénységhez csatlakozik egy borg dolgozó, Hét Kilenced, akit majd a kapitány vesz a szárnyai alá, hogy segítse az emberré válás folyamatában.
A Voyager kalandjai nem csak különálló részekben élvezhetőek, érdemes követni a szereplők történetét a közösen átélt viszontagságok során.

## Szereplők

### Főszereplők
| Színész               | Szerep                                      | Magyar hang        | Faj                        | Rang                                                                                            | Feladat |
| --------------------- | ------------------------------------------- | ------------------ | -------------------------- | ----------------------------------------------------------------------------------------------- | --- |
| Kate Mulgrew          | Kathryn Janeway                             | Menszátor Magdolna | ember                      | kapitány                                                                                        | irányító tiszt                                                                                                 |
| Robert Beltran        | Chakotay                                    | Vass Gábor         | ember                      | parancsnok                                                                                      | első tiszt |
| Tim Russ              | Tuvok                                       | Holl Nándor        | vulkáni                    | hadnagy, később parancsnokhelyettes                                                             | másodtiszt, biztonsági főnök                                                                                   |
| Roxann Dawson         | B’Elanna Torres                             | Kökényessy Ági     | félig klingon, félig ember | hadnagy                                                                                         | főgépész |
| Robert Duncan McNeill | Tom Paris                                   | Csőre Gábor        | ember                      | megfigyelő, majd ideiglenesen hadnagyi rangot kap; lefokozzák zászlóssá, majd újra hadnagy lesz | főkormányos, ápoló                                                                                             |
| Garrett Wang          | Harry Kim                                   | Fekete Zoltán      | ember                      | zászlós                                                                                         | műszaki tiszt                                                                                                  |
| Robert Picardo        | A Doctor                                    | Barbinek Péter     | fotonikus, ember           | nincs rangja, később PSH                                                                        | orvosi főtiszt                                                                                                 |
| Ethan Phillips        | Neelix                                      | Kassai Károly      | talaxiai                   | nincs rangja                                                                                    | szakács, a hajó hangulatfelelőse és diplomáciai nagykövete; a Föderáció kinevezi a Delta Kvadráns nagykövetévé |
| Jennifer Lien         | Kes                                         | Incze Ildikó       | ocampa                     | nincs rangja                                                                                    | ápoló |
| Jeri Ryan             | Hét Kilenced, röviden Hetes (Annika Hansen) | Báthory Orsolya    | borg (eredetileg ember)    | nincs rangja                                                                                    | gépész, az asztrometriai labor irányítója                                                                      |

### Fontosabb visszatérő szereplők
| Szereplő                             | Színész                        | Magyar hang                       |
| ------------------------------------ | ------------------------------ | --------------------------------- |
| Naomi Wildman (19 részben)           | Scarlett Pomers                |                                   |
| Seska (13 részben)                   | Martha Hackett                 | Rácz Kati                         |
| Icheb (12 részben)                   | Manu Intiraymi                 | Molnár Levente                    |
| Vorik zászlós (8 részben)            | Alexander Enberg               |                                   |
| Reginald Barclay hadnagy (7 részben) | Dwight Schultz                 | Szacsvay László / Wohlmuth István |
| Owen Paris admirális (7 részben)     | Warren Munson / Richard Herd   |                                   |
| Borg királynő (6 részben)            | Susanna Thompson / Alice Krige | Kovács Nóra                       |
| Michael Jonas (6 részben)            | Raphael Sbarge                 |                                   |
| Jal Culluh (5 részben)               | Anthony De Longis              | Barát Attila                      |
| Mezoti (5 részben)                   | Marley McClean                 |                                   |
| Q (3 részben)                        | John de Lancie                 | Józsa Imre                        |
| Lon Suder (3 részben)                | Brad Dourif                    |                                   |

## Újraindítása könyvként
A Voyager kalandjaihoz kapcsolódóan négy könyv jelent meg magyar nyelven:
1. John Gregory Betancourt: Klánháború
Szukits Könyvkiadó, 2001. ISBN 963-9393-67-3
2. Diane Carey: Equinox
Szukits Könyvkiadó, 2002. ISBN 963-9393-90-8
3. L. A. Graf: A Gondviselő
Szukits Könyvkiadó, 2011.
4. Dean Wesley Smith és Kristine Kathryn Rusch: A szökés
Szukits Könyvkiadó, 2012.
A könyvekben olyan történeteket olvashatunk el, amelyek soha nem szerepeltek a Star Trek: Voyager című filmsorozat epizódjai között, mégis beilleszthető azok közé. Kivételt képez a második és a harmadik könyv, mely a sorozat két, dupla részes epizódját adja az olvasó kezébe, nyomtatott változatban.

## Főszereplők gyakran ismételt és emlékezetes mondatai a sorozatban

### „Én orvos vagyok, nem pedig...” és vonatkozó variánsai
- „Orvos vagyok, Mr. Neelix, nem lakberendező.”[1]
- „Én orvos vagyok, nem bárpincér.”[2]
- „Orvos vagyok, nem kukkoló.”[3]
- A Doktor: „Nem kell emlékeztetnem önt, én orvos vagyok...”

B'Elanna Torres: „...és nem gépész, persze, de a probléma sem kifejezetten műszaki.”
- „Orvos vagyok, nem előadó. Nincs időm ilyen ostobaságokra.”[5]
- „Én orvos vagyok, nem forradalmár.”[6]
- A Doktor: „Én orvos vagyok, nem adatbázis.”

Henry Starling: „Szerintem egy kicsit mindkettő.”
- Orvos vagyok, nem leskelődő. Gondolja, hogy nem láttam még ilyet?[8]
- A Doktor: „Lezárni a programomat? Miért?”

Tuvok: „Készleteink erősen korlátozottak, szükségünk lehet a kivetítőre mint energiaforrásra.”
A Doktor: „Én orvos vagyok, nem elem.”
- „Akármilyen furán hangzik, orvos vagyok, nem pedig sárkányölő. Programom alapelve, hogy ne bántsak mást.”[10]
- „Orvos vagyok, nem állatgondozó.”[11]
- „Én orvos vagyok, nem pedig gépész.”[11]

#### Variánsok
A Doktor
- A Doktor: „Ebből elég! Ez gyengélkedő, nem tárgyalóterem. A látogatási időnek vége. A betegemen kívül, haladéktalanul távozzon mindenki!”

Janeway: „Komputer! Orvosi segédhologram kikapcsol.”
- „Ezek klingonok, nem apácák.”[13]
- Neelix: „Hol a fenében aludjunk?”

A Doktor: „Bárhol, de itt ne. Ez itt gyengélkedő, nem hálóterem.”
- „Fegyverek? Ez gyengélkedő, nem lőszerraktár.”[10]
- „Ő pszichológus, hadnagy úr, nem gépész.” (A Doktor válasza Reginald Barclaynak, miután az azt kérte Diana Troytól, hogy pontosítsa, mi a probléma a Doktor holomátrixával.)[11]
- „Ez egy föderációs csillaghajó, nem a Halál Bárkája.”[15]
- „Ez nem igazság, hanem bosszú.”[15]

### Továbbiak
- Doktor: "Kedvem lenne tűt és cérnát használni."
- Paris és Neelix: "Na de Tuvok!"
- Tuvok: "Kérem Mr. Neelix, hagyjon magamra!"
- Tuvok: "..., azonban ..."
- Tuvok: "...Nincs hatás..."
- Tuvok: "Nem vágyom semmi »tök jó«-ra!"
- Hetes: "Naomi Wildman! Samantha Wildman" alegysége."; "Naomi Wildman! Mi célból tartózkodsz itt?"
- Hetes: "Fejtse ki!"; "A(z) ... érdektelen."; "..., ez elfogadhatatlan!"
- Hetes: "..., hatékony!"
- Neelix: "Mosolyogjon vulkáni úr!"
- Kapitány Neelixnek: "Köszönöm, de még egy kávé és teret váltok."
- Kapitány Tuvoknak: "Most jön az, hogy »azonban«."
- Paris: "B'Elanna-t meggyőzni arról, hogy uralja az érzelmeit olyan, mint meggyőzni egy ferengit, hogy ossza szét a vagyonát."
- B'Elanna: "A Borg akkor sem szórakozna, ha egy vidámparkot asszimilálna."
- Paris: "Szükség lesz egy jó pilótára!"
- Paris: „Az egyetlen klingon, akitől félek, az a feleségem, dupla műszak után.”[16]

## Bakik
Az Undor epizódban, Chakotay azt mondja Harrynek, hogy az asztrometriai labort nem tartották karban, amióta elhagyták a sokkot. Az idősíkok epizódban mégis azt mondja a kapitány, hogy a Voyageren nincs is asztrometriai labor. 
- A Feltámadás (Mortal Coil) epizódban Neelix kiüti dühében Hetes kezéből a trikordert. A kellék ekkor a látószögön kívül, a kamerának csapódik, amitől a kép egy kicsit megremeg.
- A Káprázat (Bliss) című epizód elején Hetes az űrkompban hadnagynak szólítja Parist, aki ekkor már (és még) zászlósi lefokozása alatt van. Később, az étkezőben ismét zászlósként emlegeti Parist.
- A Prophecy c. epizódban B'Elanna a klingon kapitánytól egy ősrégi bat'leth-et kap ajándékba, melyet a kabinjának falára akaszt. A Munkarő epizód második részében B'Elanna és Paris kabinjában a falon már nem ugyanaz a típusú bat'leth lóg, hanem egy "sztenderd" változat.
- A Persistence of Vision c. epizódban Chakotay és a Kapitány együtt mennek a turbóliftben, és mikor Janeway kiszáll, Chakotay nincs sehol.
- Az A gyilkos játszma második részében (The Killing Game, Part II) a háttérben (00:50-nél) feltűnik egy Citroën 2CV. A történet 1944-ben játszódik, az autót viszont csak 1948-ban kezdték gyártani.
- A Phage c. epizódban amikor TC:00:07:33-nál Neelix belép egy barlangba, a fején látszódik a belógatott mikrofon árnyéka.
- A Tsunkatse epizód elején a harogin győzelme után felteszi a kezét, amely egy emberi kéz, később látható, hogy a hibát kijavították, a továbbiakban már a kezén is harogin bőr van.
- A Továbbképzés (Learning curve) epizód 32-edik percnél a konyhában, Tuvok a bioneurális áramkörök helyett bionukleáris áramköröket mond (a magyar szinkronban).

Az Életre halálra második részében, 0:11:20-kor a doktor kérdésére a kompjúter elmondja a legénység létszámát, kifelejti az egy fő kardassziait – Seskát.
- Az Ellenpont (Counterpoint) című részben a vizsgálatot vezető felsorolja a telepatákat, köztük Tuvokot, Suder és Vorik zászlósokat, azonban nem kerül említésre sem Kes, sem az a vulkáni nővér,[17] aki az első (A gondviselő/Caretaker) részben meghal,[18] sem pedig az a vulkáni nő,[17] aki Maquis sorai közül kerül a hajóra.[19] Hasonló baki van a Vérláz (Blood Fever) című részben, ahol utóbbi vulkáni nőről nem tudnak. Az epizód szerint mindössze két vulkáni szolgál a hajón: Tuvok hadnagy és Vorik zászlós.[20]

## Érdekességek
- A sorozatban a filmkészítés szempontjából jellemzőek némely esetben a hosszú snittek, melyek akár 2-3 percesek is és több helyszínesek lehetnek (pl. a jelenet a Voyager tárgyalójában kezdődik, majd a szereplők áthaladnak a hídra és onnan tovább a kapitányi irodába). Elsősorban ott jellemzőek a hosszú snittek, ahol a főszereplők az eléjük tárt problematika megoldásának tervét igyekeznek létrehozni.
- A Doktor frázisai (mint például az "Én orvos vagyok, nem pedig...") párhuzamba állítható az eredeti sorozat hajóorvosának, Dr. McCoynak a híres mondataival. Továbbá a Doktor jelleme hasonlóságot mutat McCoyéval (valamint a VOY-ban a Doki alapvetően egy komikus figura, akárcsak a TOS-ban Bones), ami arra enged következtetni, hogy a Doktor-karaktert nagyrészt McCoyról mintázhatták. Alapvetően jellemző a Star Trek univerzumára ez a fajta kijelentés, szinte mindegyik sorozatban, majdnem minden főbb szereplőnek a száját legalább egyszer-kétszer elhagyja ez a mondat: "Én ... vagyok, nem pedig ..."
- A Voyager asztrometriai laborjában a háttérműszerek képein olykor a csillagászattal kapcsolatos populáris kultúrában leggyakrabban ábrázolt Helix-köd és az M2-9-es nebula látható. Ám ez a díszlet-dekoráció baki, hiszen a Galaxisunk azon végéből, ahol a Voyager jár ugyanezeket a csillagászati objektumokat más szögből látnánk, de a labor képernyőin a földi megfigyelőpontból készült, ráadásul 20. századi felvételek láthatóak.
- A kapitányi iroda falán Leonardo da Vinci Önarckép c. festménye lóg.
- Tom Parist alakító Robert Duncan McNeill feltűnik a Star Trek – Next Generation sorozat 5. évadának 19. részében, ahol Nicolas Locarno néven kadétot alakít, akit a rész végén kizárnak az akadémiáról.
- A TNG és DS9 ellentétben a sorozat alatt az egyenruhák nem változnak meg.
- Érdekesség, vagy baki? Tuvok a Star Trek mozifilm Nemzedékek részében egy embert alakít, nem pedig vulkánit. Bár nem sokat, de a hídon tűnik fel a film elején, emberi füllel, viszont Barclay hadnagy idegesítő karaktere mindenhol változatlan maradt.
- A Doktor alapértelmezés szerint nem képes önmagát kikapcsolni, így akárki tetszés szerint ki-be kapcsolhatta, végül a kapitány az 1. évadban megadta neki a programja fölötti részleges uralmat (Saját maga kikapcsolhatta magát stb.)
- A Doktort legfeljebb 1500 óra működésre tervezték, ezután a mátrixa lebomlik. Ezt a 3. évadban sikerül a személyzetnek orvosolnia. A Doktort nem programozták semmilyen szórakozásra (sport, tánc, zene), az évek folyamán viszont bővítette programját és saját hobbija, barátai lesznek.
- Az Intrepid osztályú hajók képesek leszállni egy bolygóra, illetve onnan könnyen felszállni: leszállótalpakkal rendelkeznek.
- Az első évadban csak nyolcas osztályú kompokat használnak, aztán a 2. évadtól egyre inkább a kilences osztályúakat. A kilences osztályú komp végsebessége négyes fokozat.
- Az első epizódban meghal legalább 12 ember a legénységből, az elsőtiszt Cavit (neki valamiért parancsnokhelyettesi rangjelzése van), a főgépész (soha sem említik, de valószínűleg ő is parancsnokhelyettes volt), a főorvos, őt látjuk a gyengélkedőn, már találkozott Tommal; neki látjuk a rangját, ő is parancsnokhelyettes, illetve meghalt a transzporter főnök is, neki nem tudjuk a rangját. Kim szerint, legalább a hídtisztek fele meghalt.
- Az összes Alpha Kvadráns-beli Csillagflotta-személyzettel ellentétben, a legénység nem cserélte ki az egyenruháját az ST Kapcsolatfelvétel óta, illetve a DS9 5. évad 10. részétől látható szürke egyenruhára. Ezt a egyenruhát először az Üzenet a palackban c. részben láthatjuk e sorozatban. Szintén e részben láthatjuk, hogy egy Nebula osztályú hajú szubtérfokozat közben fézertüzet nyit az új USS Prometheusra, illetve, hogy Csillagflotta hajók először pusztítanak el egy Romulán Warbirdot.
- Tuvok az 1. évad 9. részéig parancsnokhelyettesi rangjelzést visel (két teljes mag és egy üres mag), viszont mindenki hadnagyként szólítja. Az 1. évad végén javítják ezt a hibát, és rendes hadnagyi jelzést kap (két teljes mag). Nem valószínű, hogy lefokozták volna, ez valószínűleg egy kosztümhiba. A 4. évadban viszont a kapitány előlépteti parancsnokhelyettessé.
- A teljes sorozat alatt legalább 38 tiszt meghal a személyzetből és legalább tíz űrkomp elpusztul, valamint hét súlyosan megsérül.